# Dewoitine D.338
Il Dewoitine D.338 era un aereo di linea, monoplano e trimotore, realizzato dall'azienda aeronautica francese Société Aéronautique Française (SAF) nella seconda metà degli anni trenta.
Sviluppo del precedente D.333, fu prodotto in trentuno esemplari che furono impiegati, sia in patria che all'estero, principalmente da parte dell'Air France.

## Storia del progetto
Il progetto del trimotore D.338 nacque nel corso del 1934 in risposta a una richiesta della compagnia aerea belga Sabena che era alla ricerca di un aereo di linea da destinare alle proprie linee nel Congo. La soluzione proposta dalla Société Aéronautique Française era sostanzialmente una versione più ampia del D.332.
A seguito dell'incidente occorso al D.332 nel gennaio del 1934, la SAF decise di apportare considerevoli irrobustimenti strutturali al proprio progetto che, anche sulla scorta dell'esperienza maturata con il successivo D.333, diedero vita al D.338. Questa revisione strutturale portò tuttavia ad accumulare un significativo ritardo nella realizzazione dell'aereo e condusse la Sabena ad annullare il proprio ordine; il costruttore francese decise di proseguire comunque la realizzazione del proprio progetto sperando di attrarre l'attenzione di altre compagnie aeree ed acquisire ordini di produzione.
Il prototipo del D.338, immatricolato «F-AOZA», fu portato in volo per la prima volta il 9 agosto del 1935; l'aereo evidenziò problemi di stabilità longitudinale in volo cui si tentò di porre rimedio, dopo sessioni di prova in galleria del vento, apportando modifiche al disegno delle ali e dell'impennaggio.
L'interesse da parte di Air France non tardò a concretizzarsi in due ordini d'acquisto per un totale di ventinove aerei che furono tutti consegnati entro la fine di luglio del 1939; un altro ordine per dieci velivoli fu sottoscritto dall'Armée de l'air ma di questi solamente due furono effettivamente consegnati.

## Tecnica

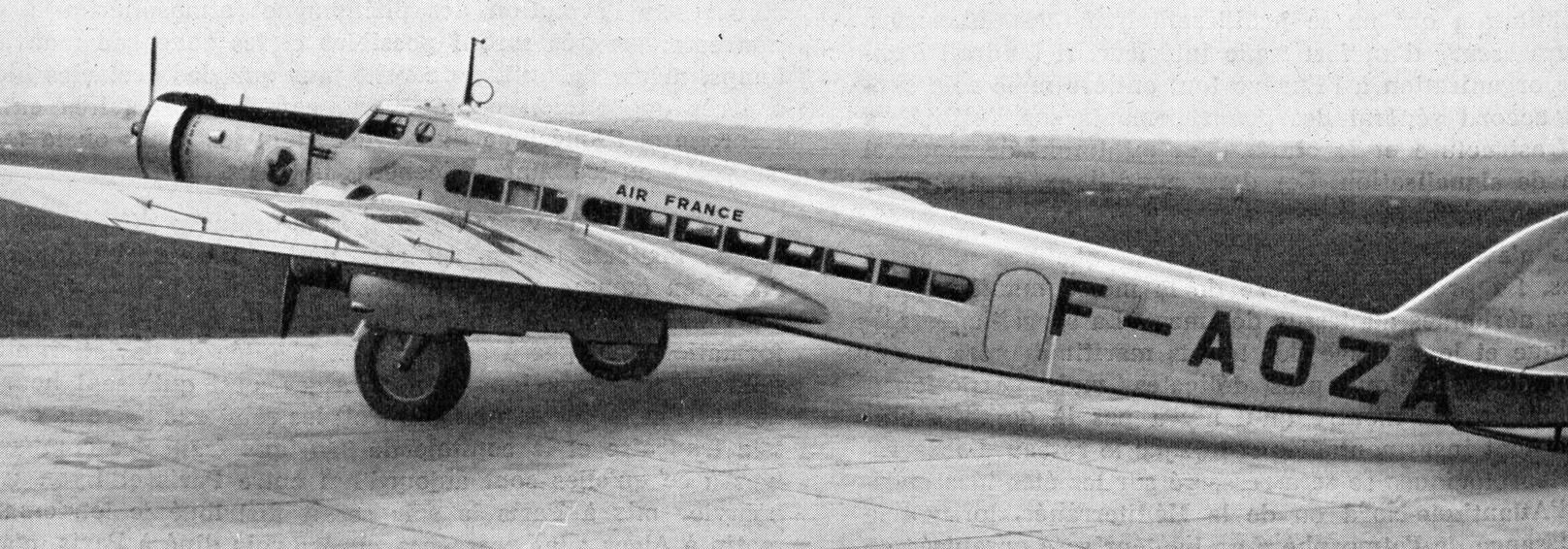
Il prototipo del D.338, matricola «F-AOZA».

Il D.338, analogamente ai suoi diretti predecessori, era un monoplano trimotore ad ala bassa realizzato con struttura interamente metallica.
La fusoliera aveva sezione rettangolare e poteva ospitare 22 passeggeri, disposti su tre file, mentre l'equipaggio era composto da tre persone: due piloti ed un marconista. Sui voli di lunga distanza poteva essere presente a bordo un meccanico, così come poteva essere ridotto il numero massimo dei passeggeri trasportati. La cabina passeggeri garantiva un relativo confort grazie all'insonorizzazione e a un efficiente sistema di riscaldamento.
Caratteristica peculiare del D.338, diversamente dagli aerei dai quali derivava, era il carrello d'atterraggio di tipo retrattile: le gambe degli elementi principali erano imperniate nelle ali in corrispondenza delle gondole dei motori e si ritraevano con movimento rettilineo opposto al senso di marcia. La ritrazione era tuttavia parziale e le ruote rimanevano sporgenti dalle gondole dei motori per salvaguardarne l'integrità in caso di atterraggi d'emergenza.
Ancora una volta i motori utilizzati erano i radiali Hispano-Suiza 9V con raffreddamento ad aria, ciascuno in grado di sviluppare la potenza di 650 CV (478 kW) al decollo; le eliche erano del tipo bipala, realizzate in metallo.

## Impiego operativo
Una volta preso in carico dall'Air France, il prototipo del D.338 fu messo all'opera sulla tratta Parigi-Lione-Marsiglia a partire dal 13 luglio 1936. Il primo esemplare di serie (immatricolato «F-AQBA») fu invece protagonista dell'inaugurazione del collegamento con l'Indocina quando, nel gennaio del 1938 fu immesso sulla linea Marsiglia-Hanoi, che nel mese di agosto venne estesa fino a Hong Kong.
Alla fine del 1938 la tratta prevedeva scali a Tunisi, Tripoli, Bengasi, Il Cairo, Lidda, Beirut, Baghdad, Bassora, Bushehr, Jāsk, Karachi, Jodhpur, Allahabad, Calcutta, Akyab, Rangoon, Bangkok, Saigon e Hanoi; dall'estate del 1939, con l'impiego di numerosi D.338, il collegamento ebbe cadenza settimanale.
I primi voli di linea evidenziarono i problemi di stabilità longitudinale già emersi durante i collaudi, problemi che furono attribuiti alla forma rettangolare della sezione della fusoliera. Si intervenne sulla conformazione dei piani di coda mediante l'installazione di due pinne verticali sull'estradosso degli stabilizzatori che furono scherzosamente definite "orecchie di maiale".
Nel marzo del 1939 due D.338 furono trasferiti dall'Air France in Argentina con l'intenzione di sostituire i due D.333 operanti sulla linea Natal-Buenos Aires. Questi due aerei, insieme ai D.333, furono però internati dalle autorità argentine (su pressioni del governo degli Stati Uniti d'America) al momento della resa francese alla Germania dopo lo scoppio della seconda guerra mondiale. Gli aerei vennero poi venduti alla Fuerza Aérea Argentina alla fine del 1943 e rimasero in servizio fino ai primi anni del dopoguerra.
Allo scoppio della guerra l'Armée de l'air requisì una dozzina di D.338 per equipaggiare i propri reparti da trasporto a lungo raggio ma l'assenza di attività fece riassegnare gli aerei al loro impiego commerciale. Dopo l'armistizio le autorità tedesche consentirono all'Air France di mantenere le proprie attività di volo ma gli aerei furono nuovamente requisiti (questa volta dall'Armée de l'Air de Vichy) per la Campagna di Siria durante la quale tre D.338 furono distrutti nel corso di bombardamenti alleati e altri tre catturati e successivamente impiegati dalle Forces aériennes françaises libres.
Per quanto concerne gli esemplari rimasti in patria, la Lufthansa siglò un accordo di affitto per otto aerei; le autorità tedesche erano scettiche circa le qualità del D.338 ma intesero in ogni caso sperimentarne le potenzialità. Un D.338, con matricola «D-AUAN», fu trasferito a Berlino e sottoposto a prove di volo; il 29 maggio i piloti francesi dell'aereo, al fine di dissuadere i tedeschi dal farne impiego, effettuarono una dimostrazione poco convincente ottenendo l'effetto sperato. Tuttavia gli otto aerei non furono mai più ripresi in carico dall'Air France.

## Utilizzatori
Argentina
- Fuerza Aérea Argentina

 Francia
- Air France
- Armée de l'air
- Armée de l'air de l'armistice
- Forces aériennes françaises libres

 Germania
- Lufthansa